# Merchero
Los quinquis o mercheros son un grupo social marginalizado, de esencia nómada, que se dedica a la quincallería. De esa actividad tradicional ambulante, la venta o tratamiento de quincalla (cosas de metal barato), el vocablo «quinqui» ha pasado en el correr del tiempo a la lengua común con otra acepción, esta despectiva, sinónima de delincuente —robos menores normalmente— o de persona de mal aspecto. No tienen jefes ni autoridades en sus comunidades, y poseen costumbres en muchos aspectos similares a las tradicionales gitanas, pese a no compartir con estos su origen étnico.[cita requerida] Los mercheros han tenido un elevado índice de endogamia, constituyéndose como un grupo propio.

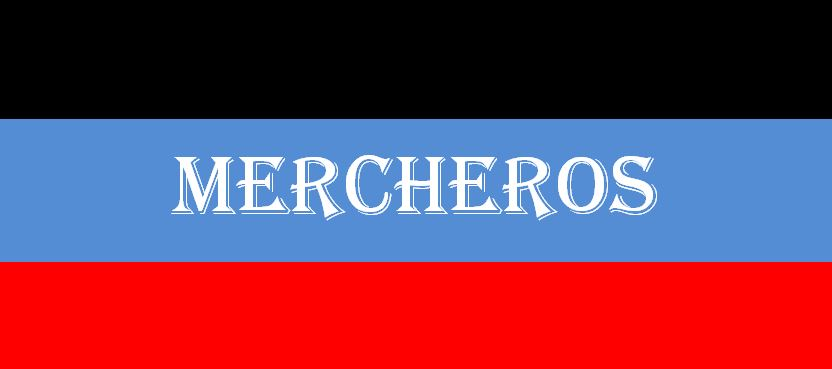
Bandera merchera

## Etimología
Su nombre viene dado porque los quincalleros o mercheros recorrían la geografía en carros valencianos agrupados por clanes o familias dedicándose a arreglar enseres cotidianos y objetos de mercería.

## Población
Se estima aproximadamente en unas ciento cincuenta mil personas. Muchos de ellos parecen haber usado una lengua criolla propia, o tal vez un pidgin, llamada idioma quinqui o romanó, que tiene similitud con el erromintxela. Los mercheros utilizan los términos jichos o julais, para referirse a las personas no gitanas.
Algunos mercheros son de tez clara y rubios, otros de tez oscura y morenos, de pómulos pronunciados y rasgos amplios.
Antigua y actualmente la mayoría de mercheros solían llevar un anillo de oro o una cadena de oro, o ambas joyas a la vez, sobre todo en momentos y días festivos. Mayormente su música es flamenca de la época en general. Este género, el flamenco, supone una de las señas de identidad características en el pueblo merchero de una manera idéntica a como ocurre dentro de la etnia gitana.
Su modo de vida y parte del léxico usado por ellos es similar al de los kalderash de la Europa oriental que hablan una forma de romaní valaco. E igualmente tienen similitudes sociales con otros grupos sociales europeos, tradicionalmente seminómadas, como los yeniches de la Europa central o los Nómadas irlandeses de Irlanda.

## Ocupaciones tradicionales
El trabajo con objetos de metal era uno de los oficios tradicionales más extendido entre los nómadas mercheros, así como la artesanía de los metales: caldereros, hojalateros, quincalleros (quinquis, de quincalleros o vendedores de quincalla, cosas de metal barato, es una palabra que ha pasado a la lengua común como sinónimo de delincuente o de persona de mal aspecto). También eran temporeros que se dedicaban a trabajar en el campo o a actividades temporales manteniendo un estilo de vida nómada.
Javier García-Egocheaga en su libro Minorías malditas: la historia desconocida de otros pueblos de España afirma que son:

«un pueblo que se define por su profesión y que, por estar poco valorada, es asimismo discriminado. O viceversa: como estan discriminados, ejercen —o han ejercido tradicionalmente— un oficio de la mala consideración.»

En la actualidad[¿cuándo?] ejercen cualquier oficio, pero son bastante comunes los autónomos, feriantes, chatarreros, vendedores ambulantes, tapiceros entre otros.

## Historia
No se sabe mucho sobre el origen de los mercheros. La realidad es que los mercheros existen desde al menos más de veinte generaciones situándose en la época renacentista. Seguidamente, las hipótesis que se han dado sobre este grupo humano:
- Españoles de origen morisco.
- Descendientes de un grupo de caldereros extranjeros llegados de Europa, marcado en los libros hispanos en 1449.
- Descendientes de campesinos españoles que abandonaron sus tierras en la época medieval.
- Descendientes de los hijos y familias de reos en galeras o transportados por la Santa Hermandad por algunas regiones de la geografía, y que constituían verdaderos séquitos de familias destituidas a los que seguían de forma semitranshumante, y esperaban por largos tiempos mientras visitaban y se daban mutuo soporte.
- Descendientes o los mismos (sinti, monuches, manush).
- Descendientes de la mezcla de nómadas caldereros europeos y campesinos.
- Descendientes de los nómadas yeniches de Alemania y Europa oriental, o de los nómadas irish travellers (pavee, minceirs) de Irlanda….

Se les llega a denominar andarríos o vagabundos de Castilla.
Otras hipótesis afirman que proceden de la Europa central, o bien que en origen fueron campesinos españoles que cambiaron de actividad por cuestiones de supervivencia durante el siglo XVI. Por último, se apunta a que son producto de una mezcla de todo lo anterior.
El vocablo merchera también designaba a las mujeres que se dedicaban a un procedimiento de robo, la mercha, que consiste en esconderse lo robado entre las ropas y el cuerpo, normalmente prendas o comida.
Los mercheros, sin embargo, no son gitanos ni payos; han tenido un elevado índice de endogamia y son una etnia única y propia que proviene de herencia. Sin embargo, otros autores creen que son aquellas personas de padre gitano y madre de otra etnia o raza, o al revés (mestizos); en realidad, los mercheros son de etnia diferente heredada a través de padres mercheros, abuelos mercheros y así sucesivamente.
Los quinquis, en cambio, no se encuentran a sí mismos fuera de los límites geográficos de España y están seguramente relacionados con los tinkers de Irlanda; abundan principalmente en Irlanda y Escocia, manouches franceses y con los diferentes grupos sinti de Alemania e Italia. A diferencia de los gitanos, que entraron en España hacia la primera mitad del siglo XV, los mercheros lo hicieron desde Europa, en la segunda mitad del siglo XV. Su territorio de trashumancia era sobre todo la mitad norte de España, desde Galicia al norte de Extremadura. Tenían un habla propia, se cree que un castellano con rasgos arcaicos y pocas palabras parecidas pero no iguales a las del caló y la germanía, por lo que su lengua puede considerarse un habla criollizada con diversas influencias léxicas. En la enciclopedia de lenguas del mundo de Ethnologue, el «quinqui» es considerado como lengua «sin clasificar». Los préstamos sólo demuestran que hay o hubo contacto con las lenguas citadas.
En la cultura merchera se valora especialmente el orgullo, la audacia y se aprueba el carácter desconfiado, en particular el rechazo de quienes se aprovechan de las personas más débiles, así como se denigra fuertemente a los chivatos. Igualmente, entre los valores tradicionales está el respeto a los ancianos.
En la década de 1950, durante la dictadura de Francisco Franco, fueron forzados a sedentarizarse y, como los gitanos, formaron barrios de chabolas en la periferia de las grandes ciudades. La comunidad actual de mercheros más importantes se encuentra en León, Valladolid, Salamanca, Madrid, Extremadura, Asturias, País Vasco, Galicia y Barcelona.

## Mercheros conocidos
El merchero más célebre es Eleuterio Sánchez, alias El Lute, al que las autoridades presentaban en la década de 1960 como enemigo público número uno. De Eleuterio Sánchez proceden algunas de las escasas informaciones existentes sobre los mercheros y su modo de vida.
En fecha reciente, María Remedios García presenta su novela autobiográfica en la que cuenta sus experiencias como merchera. Es hija de Pedro Pardo Romero, alias El Peleas, pariente de El Lute y asesinado por ETA.
Zaira Romero, actriz de la película Carmen y Lola
Óscar Rodríguez Arnaiz, actual jugador del C.D. Leganés y exjugador del Real Madrid.